# ヤン・スンス
ヤン・スンス（Jan Soens、1547年か1548年生まれ、1611年から1614年没）はスヘルトーヘンボス生まれの画家である。20代半ばからイタリアで働いた。ハンス・スンス(Hans Soens)やジョヴァンニ・ソンス(Giovanni Sons)の名前でも知られる。

## 略歴
現在のオランダ南部のスヘルトーヘンボスで生まれた。16世紀末にネーデルランドの画家の伝記を著したファン･マンデルによれば、アントウェルペンに移り、絵を学びヤコブ・ボーン(Jacob Boon)という画家のもとで働いた 。風景画家のヒリス・モスタールトとフランス・モスタールトの兄弟の弟子でもあり、風景画を学んだとされる。
1573年ころローマに移り、ジョルジョ・ヴァザーリのもとで働き、風景画家として評価されるようになった、1575年からはパルマに移り、パルマの貴族ファルネーゼ家のために働いた。ファルネーゼ家が支配するパルマやピアチェンツァなどに作品を残した。
代表作にはパルマの教会Chiesa di San Francesco del Pratoのために描かれ、現在パルマ国立美術館に収蔵されている「キリストの復活(Resurrezione di Cristo)」(1590年）などがある。

## 作品

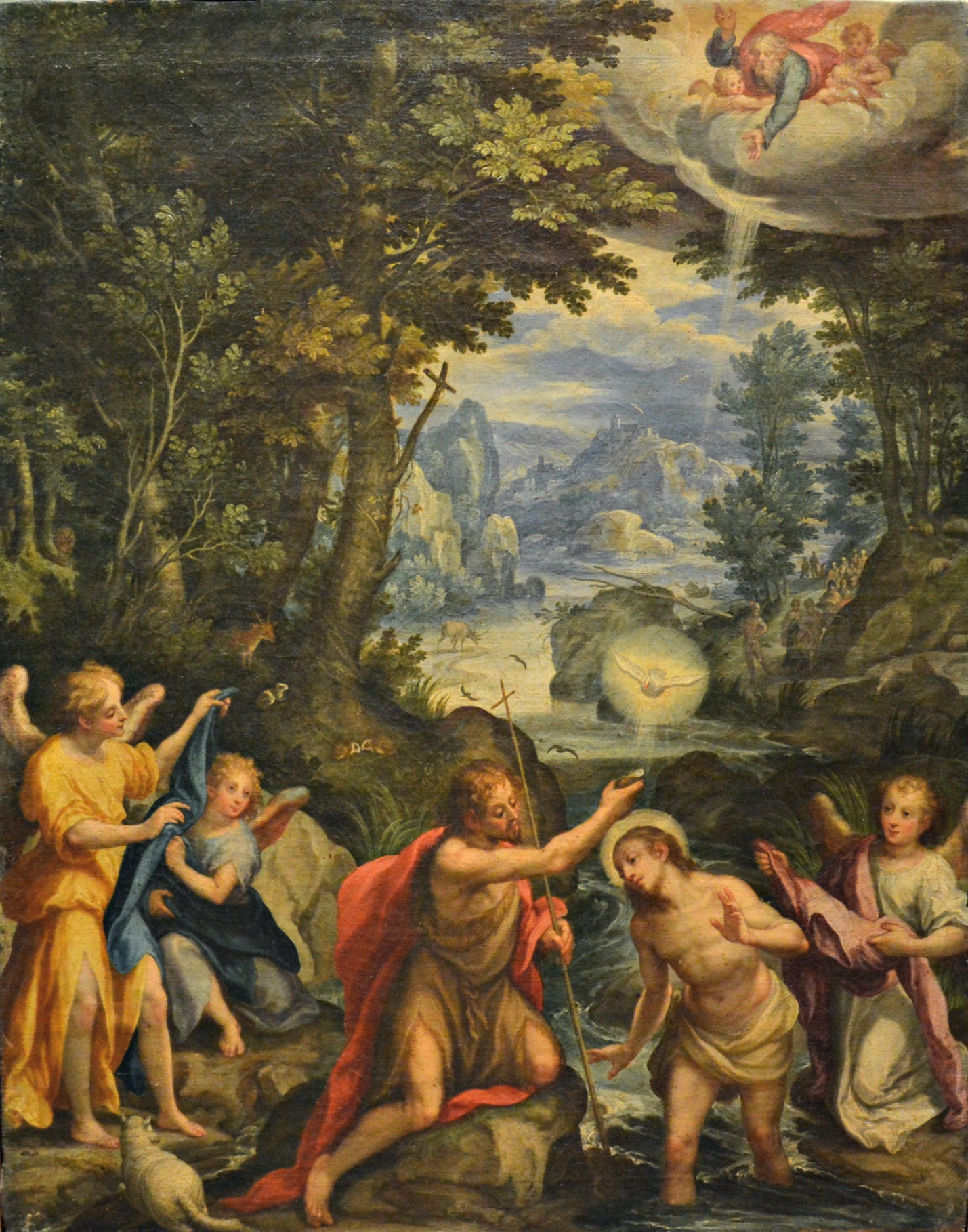
キリストの洗礼 カポディモンテ美術館蔵
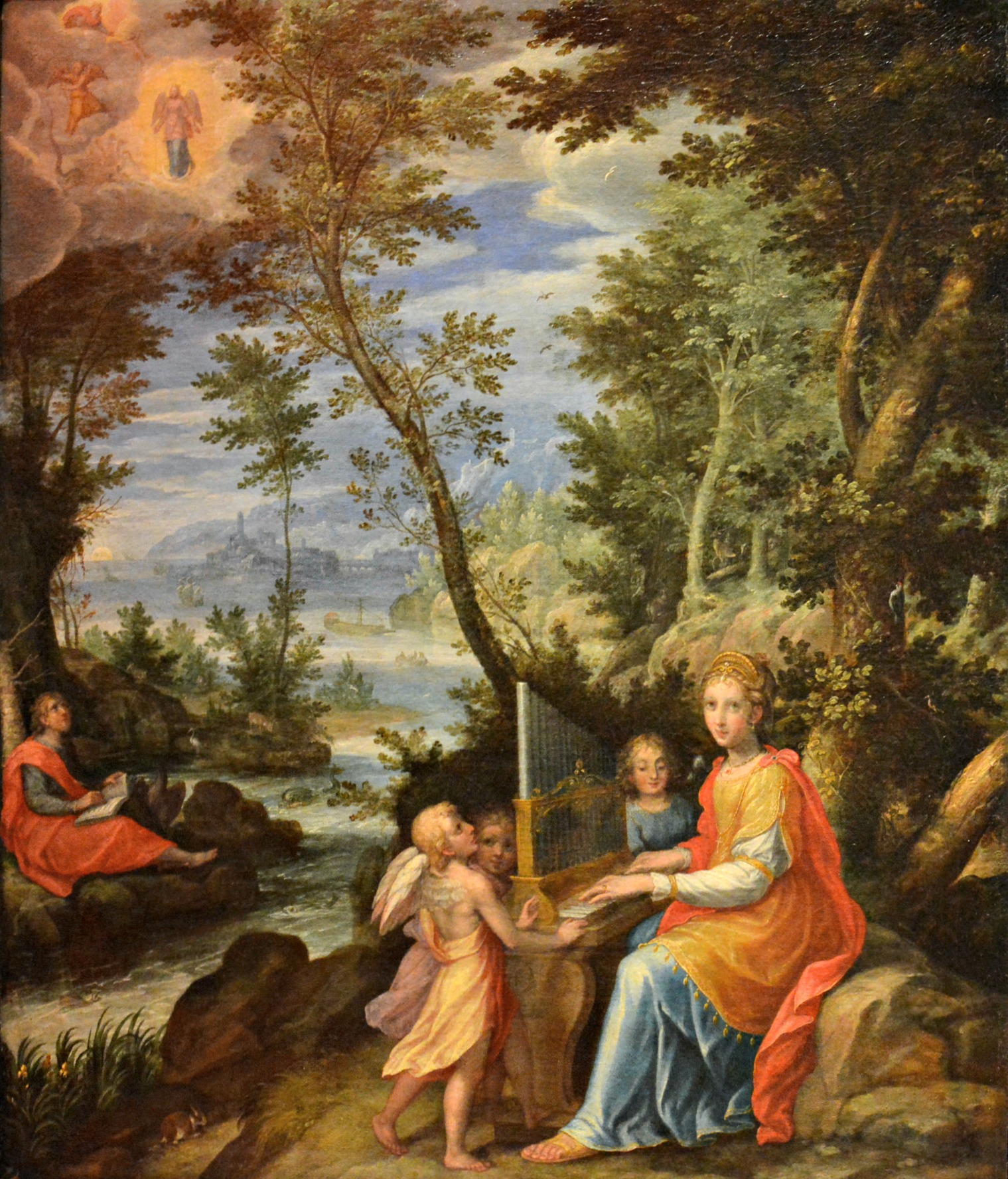
Santa Cecilia e la visione di san Giovanni
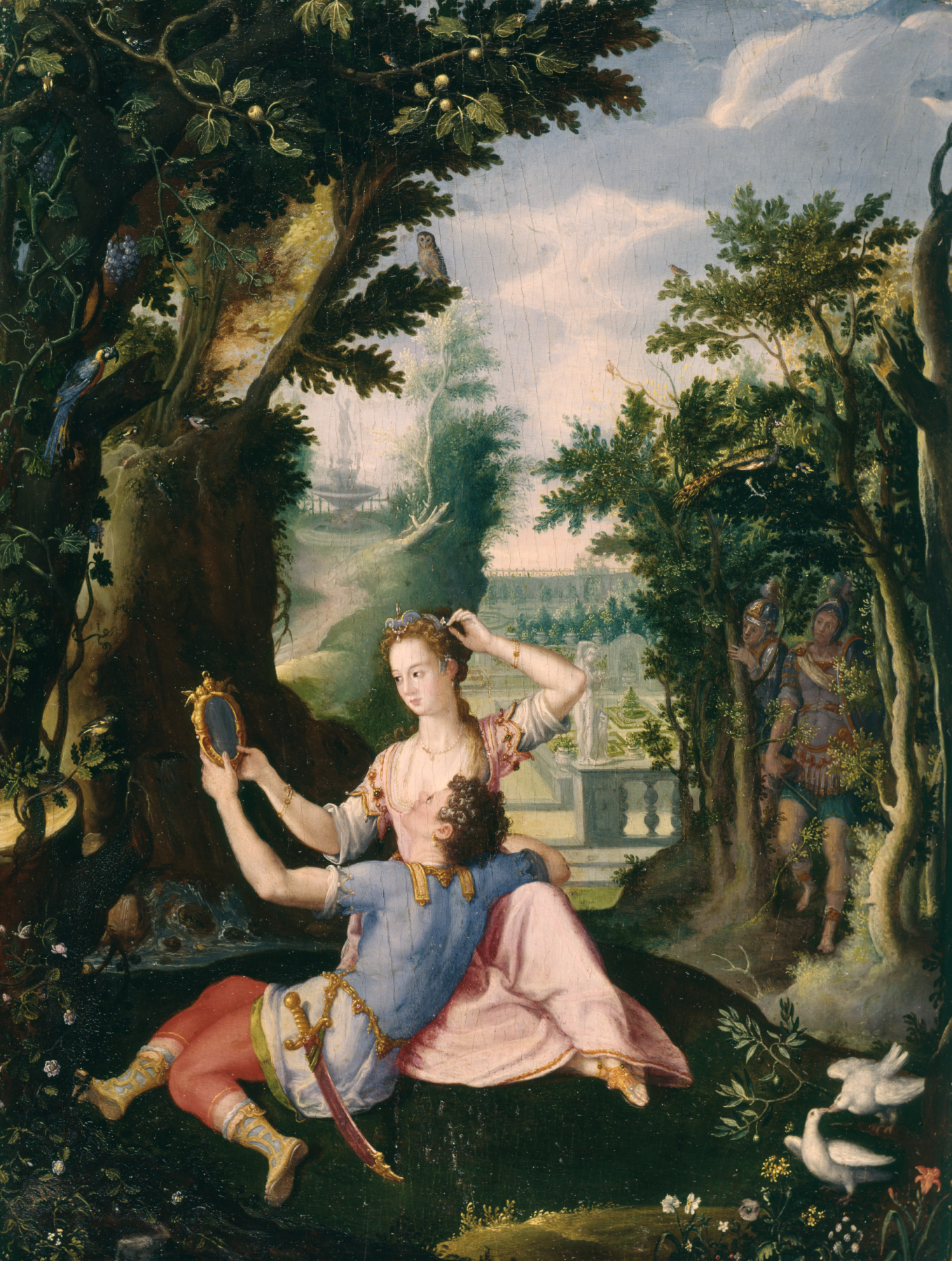
「リナルドとアルミーダ」 ウォルターズ美術館蔵
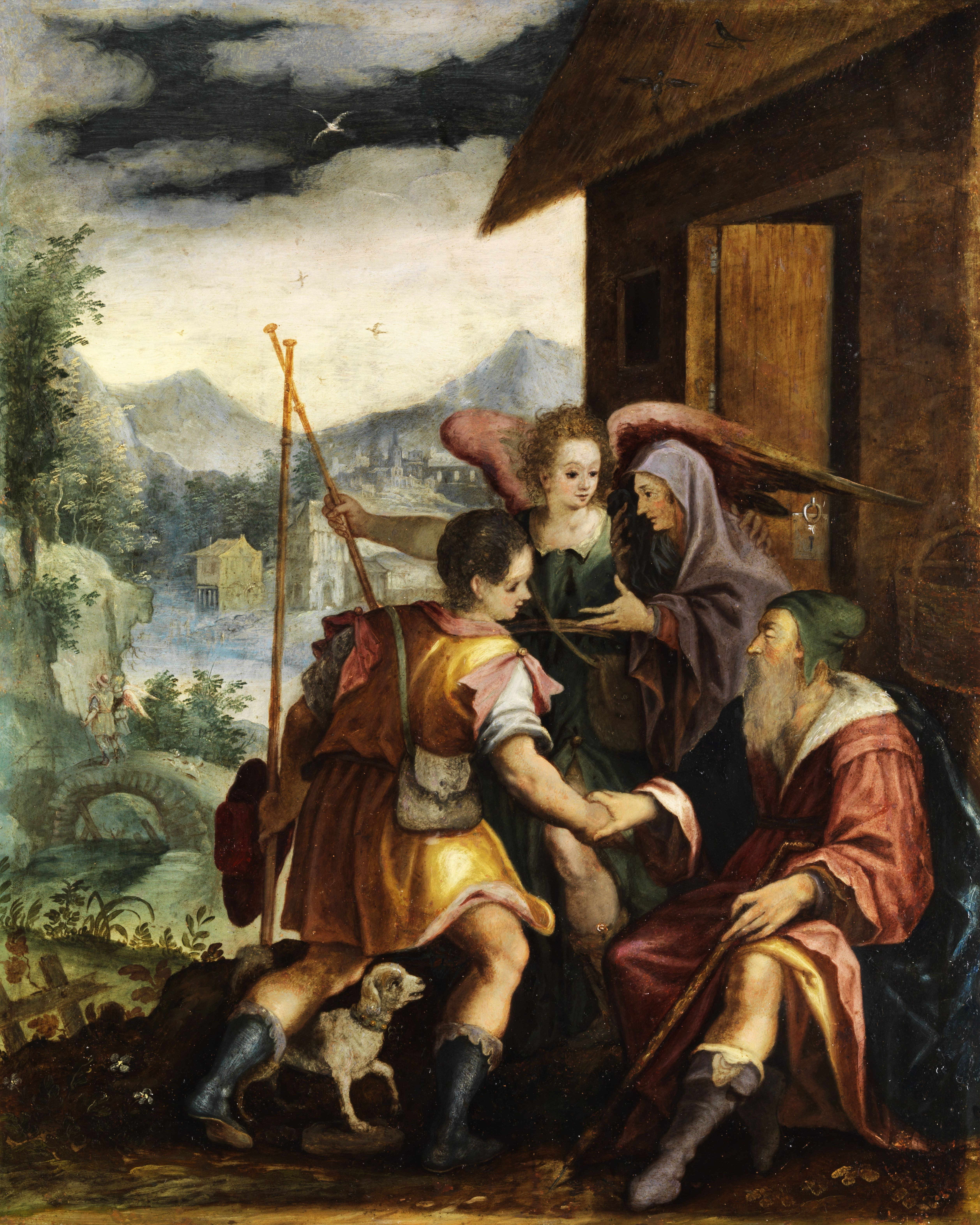
トビトに別れを告げるトビア